# Forêt claire
 (janvier 2022).
Une forêt claire est un type particulier de végétation arborée. 
Alors que les forêts naturelles tropicales ou tempérées humides ont une canopée normalement dense et jointive (les branches et le feuillage formant le houppier des arbres s'y emboîtent pour donner une ombre étendue et presque continue), dans une forêt claire, les rayons du soleil peuvent pénétrer entre les arbres.
Dans les forêts claires «le recouvrement des ligneux est généralement compris entre 40 et 60 %».
Les forêts claires sont essentiellement présentes sur des sols pauvres et exposés à des aléas climatiques importants (sécheresse, grands froids, tempêtes, etc.) et/ou exposées à une forte pression de la part de mammifères herbivores ou d'invertébrés défoliateurs (certains papillons, certains criquets, etc.) On les trouve donc essentiellement réparties en zone sub-polaire (taïga), dans les prairies ou dans certaines savanes tropicales caractérisées par des arbustes ou des arbres dispersés.
L'expression «forêt claire», définie en 1956 lors de la réunion des phytogéographes africains à Yangambi, désigne des «formations mixtes forestières et graminéennes, comportant un peuplement ouvert, avec des arbres de petite et moyenne taille dont les cimes sont plus ou moins jointives ». Selon François Malaisse, les forêts claires couvrent environ 12 % de la superficie de l'Afrique,. Selon Ronald Bellefontaine et ses collègues, les forêts claires sont particulièrement présentes au Soudan et en Zambie. Au nord de l'équateur, où dominent les savanes, les forêts claires occupent des espaces restreints et isolés, alors qu'au sud de l'équateur elles forment des massifs forestiers importants.